# Colección Fugas
La Colección Fugas es un proyecto editorial independiente fundado en los Estados Unidos en 2017 por el periodista, cineasta, escritor y director de televisión cubano Luis Leonel León. 

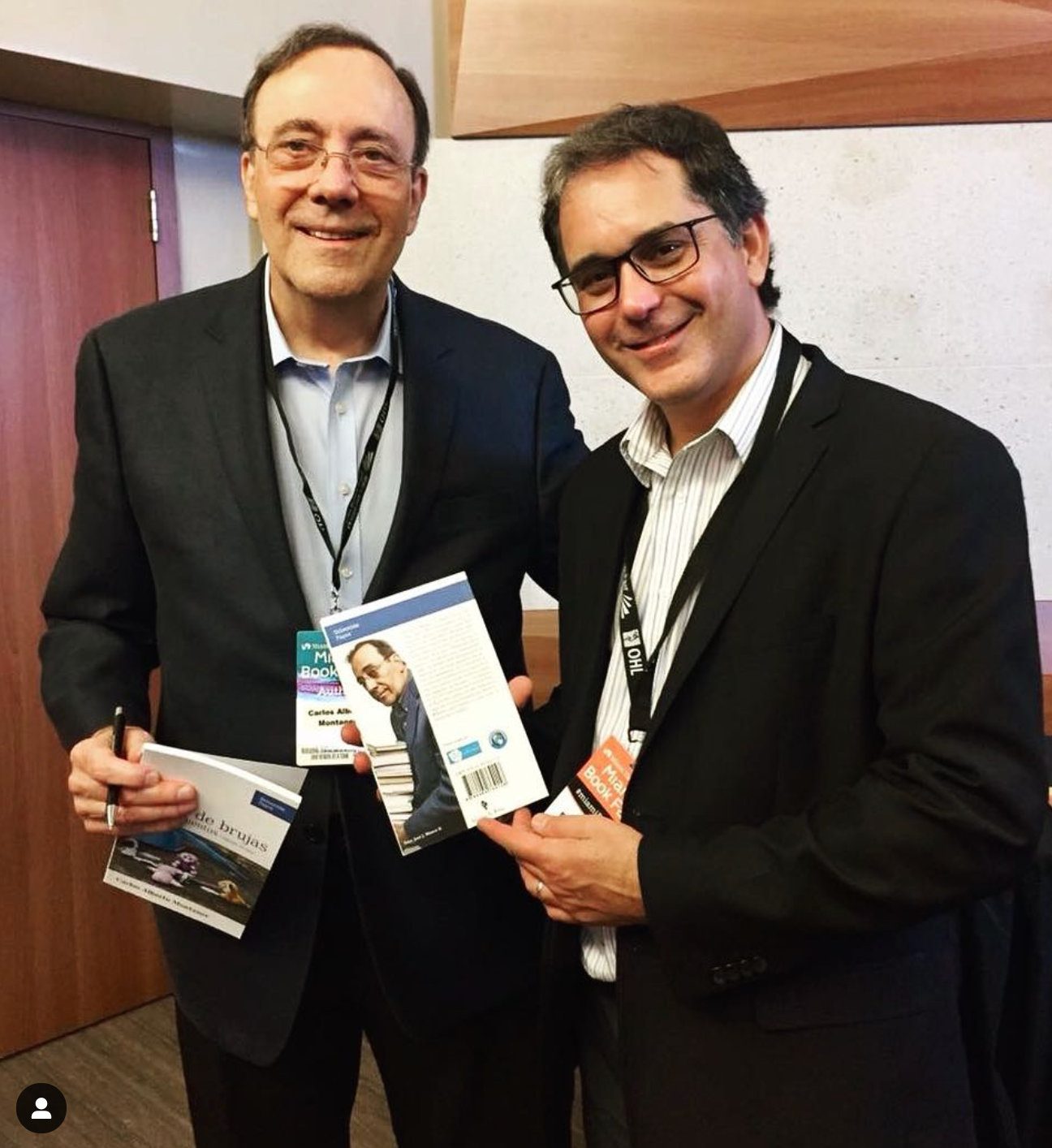
Luis Leonel León (derecha) junto a Carlos Alberto Montaner (izquierda), uno de los autores de la Colección Fugas y miembro del Consejo Editorial, en la Feria Internacional del Libro de Miami 2017.

## Lanzamiento
Utilizando primeramente la plataforma de Ediciones La Palma y luego acogida por Ediciones Hurón Azul, ambas editoriales radicadas en España, Colección Fugas fue lanzada en la Feria Internacional del Libro de Miami de 2017 y en la Feria del Libro de Madrid de 2018.

## Perfil
Dedicado a la «escritura de la diáspora», este sello se ha enfocado en autores cubanos que «viven y hacen su obra fuera de Cuba, al margen del régimen» comunista imperante en la Isla, «que forman parte de lo mejor de la literatura cubana», explicó León en 2017 en entrevista con Radio Televisión Martí.
El editor español Ignacio Rodríguez, fundador de Ediciones Hurón Azul y representante de Fugas en Europa, señaló en 2018 que «con esta nueva colección cubana (la tercera, tras G. y Cuba), Ediciones La Palma» ampliaba «la mirada de la creación cubana, integrando en ella de forma explícita a autores que por sus circunstancias vitales viven y escriben alejados de los circuitos oficiales de la Isla».
El editor y director de Fugas sostiene que «en el exilio se ha escrito lo mejor de las letras cubanas. Un fenómeno que por cierto no es exclusivo de las últimas seis décadas, cuando el castrismo ha hecho añicos e intervenido la cultura nacional, empujando a miles de creadores al exilio. Desde épocas anteriores hemos sido condenados a la fuga».

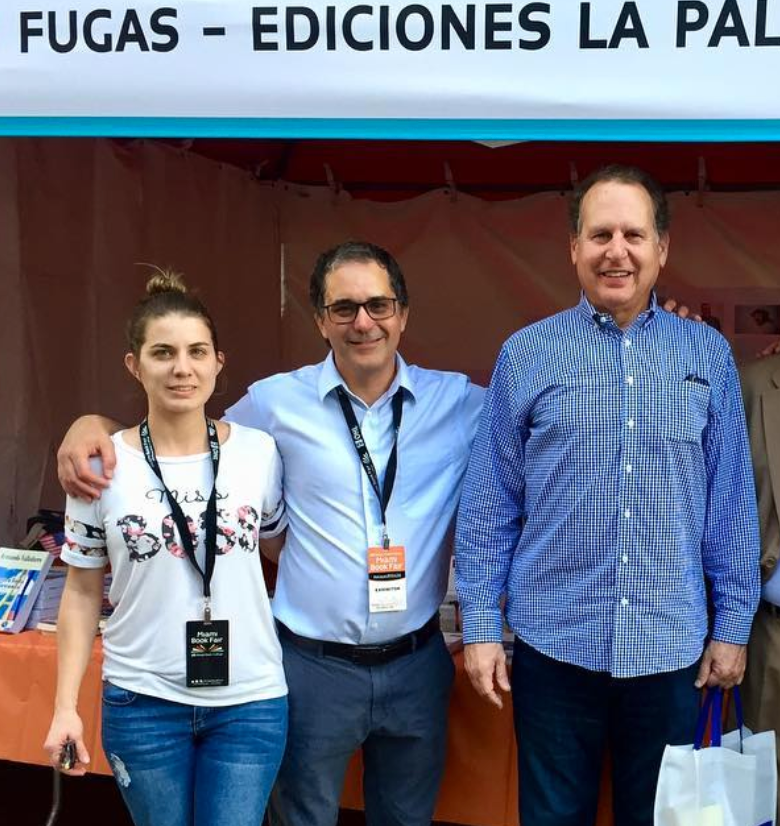
Lincoln Díaz-Balart (a la derecha), excongresista cubanoamericano por el partido Republicano, miembro del Consejo Editorial de Colección Fugas, visitó el stand en la Feria Internacional del Libro de Miami 2017. Luis Leonel León al centro y su esposa Agnes a la izquierda.

Hasta el momento la Colección se ha centrado escritores vivos, pero, según León, «se propone además rescatar la producción de autores fallecidos fuera de la isla, cuyos textos constituyen aportes a la cultura de la nación, que existe más allá de las fronteras geográficas e ideológicas a las que lastimosamente ha sido sometida su producción literaria desde hace casi seis décadas».

## Primeros títulos y autores
Los tres primeros libros editados por Fugas son El Super (edición 40 años), pieza teatral de Iván Acosta llevada al cine por Leon Ichaso y Orlando Jiménez Leal; Póker de brujas y otros cuentos (edición 50 años), que contiene los primeros relatos de Carlos Alberto Montaner; y la novela de Armando de Armas Escapados del paraíso.